# Tochuina tetraquetra
Tochuina tetraquetra är en snäckart som först beskrevs av Peter Simon Pallas 1788.  Tochuina tetraquetra ingår i släktet Tochuina och familjen Tritoniidae. Inga underarter finns listade i Catalogue of Life.